# Los Angeles School of Urbanism

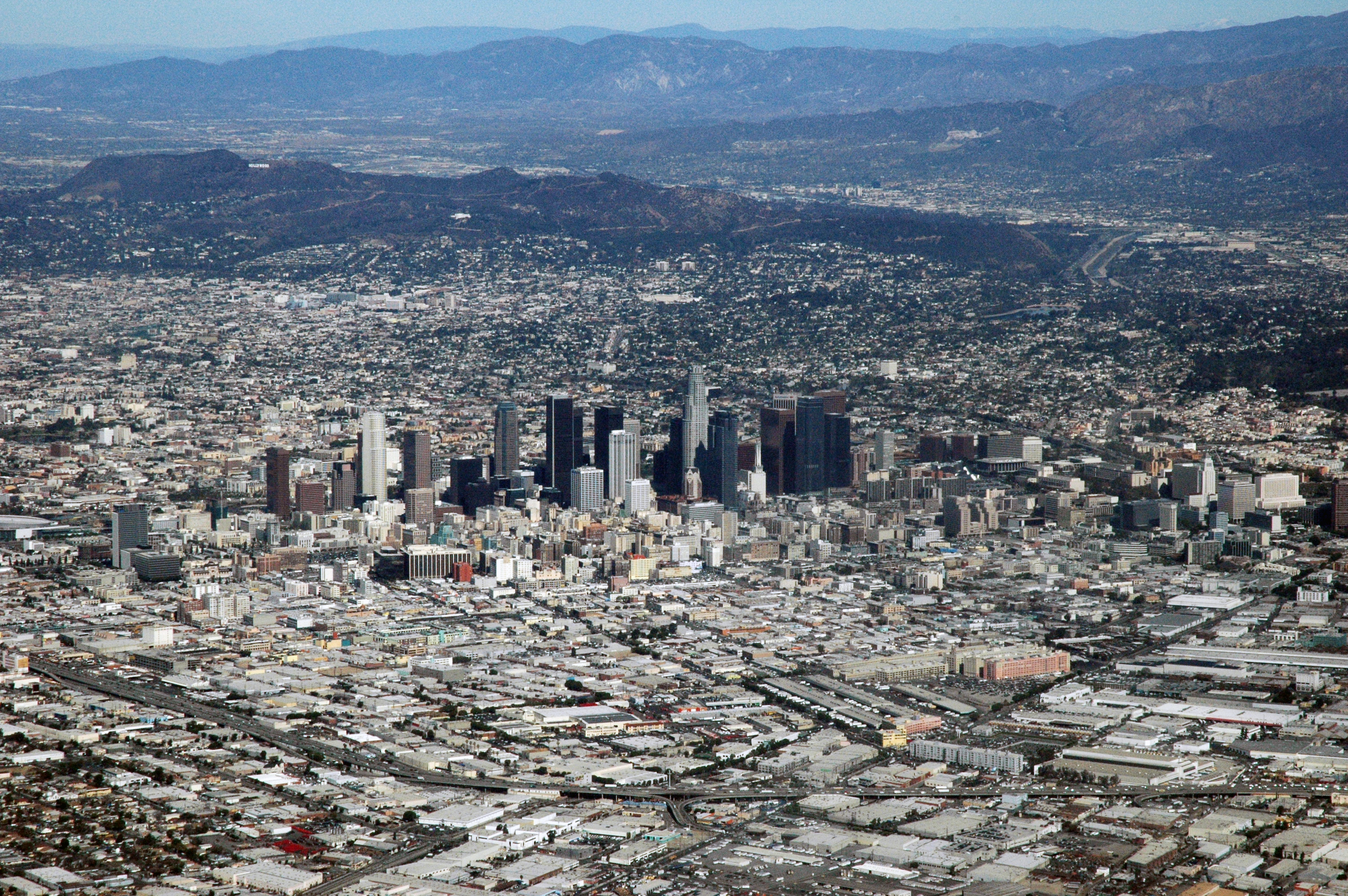
Zentrum von Los Angeles

Als Los Angeles School of Urbanism oder Los Angeles School of Urban Studies wird eine Mitte der 1980er Jahre entstandene, lose organisierte Schule der Stadtforschung bezeichnet, wobei die Stadt Los Angeles sowohl als Sitz der beiden hauptsächlich beteiligten Universitäten, der University of California, Los Angeles und der University of Southern California, als auch als Forschungsobjekt Namensgeber ist.

## Entstehung
Eine erste Erwähnung der Schule findet sich in Mike Davis’ Stadtgeschichte von Los Angeles, „City of Quartz“ (1990). dem zufolge die Schule informell Mitte der 1980er Jahre in Erscheinung trat, als verschiedene neomarxistische Gelehrte mit der Publikation von Artikeln und Büchern begannen, die sich ausschließlich mit Los Angeles befassten. Zur Gründungsphase bezifferte Davis die Schule vorsichtig auf zwanzig Mitglieder.

## Grundpositionen
In bewusster Abgrenzung zur Chicagoer Schule, die die Urbanisierung der Moderne vor allem über theoretische Modelle von Zentralisierung, Verdichtung und Verdrängung erklärte, konzeptionalisiert die Los Angeles School die postmoderne Stadtentwicklung als von vielschichtigen kulturellen und wirtschaftlichen Faktoren (insbesondere dem Postfordismus) beeinflussten Prozess, der keiner linearen Logik folgt und in dem städtische Zentren nicht mehr länger über ihr Umland dominieren. Neuartige Entwicklungen wie die Entstehung von edge cities oder von geschlossenen Wohnsiedlungen erfolgen vielmehr gerade in der Peripherie und wirken sich dann auf die Innenstädte aus.
In diesem Zusammenhang wurde dem Großraum Los Angeles paradigmatischer Charakter zugesprochen. Darüber hinaus besteht jedoch ein eher loser Zusammenhang zwischen den beteiligten Forschern, ohne gemeinsame theoretische oder programmatische Basis.

## Vertreter
Zu den wichtigsten Vertretern der Los Angeles School zählen Michael Dear, Allen J. Scott, Edward Soja, Michael Storper und Jennifer Wolch. Die Existenz einer eigenständigen Denkschule wird dabei insbesondere durch Dear propagiert. Andere der genannten zeigten sich diesbezüglich skeptischer oder wandten sich teils deutlich vom ursprünglichen kritisch-neomarxistischen Ansatz der Los Angeles School ab. Eine parallel dazu existierende Bezeichnung ist die der (wirtschaftsgeographischen) Kalifornischen Schule, der neben Scott und Storper v. a. Richard A. Walker (Berkeley) zugerechnet wird.
Mike Davis, der 1990 mit City of Quartz das wohl am meisten beachtete Werk zur zeitgenössischen Entwicklung Los Angeles’ veröffentlichte, gehört zwar auch zu den Gründungsmitgliedern der Los Angeles School und prägte den Namen noch vor Dear, warf deren Vertretern aber vor, sich an der kulturindustriell produzierten Mystifizierung von Los Angeles als „Ort der Zukunft“ zu beteiligen, statt diese zu dekonstruieren.

## Kritik
Ähnliche, noch schärfere Kritik übte Mark Gottdiener, der der vor allem aus Geographen und Stadtplanern bestehenden Los Angeles School zudem vorhielt, Arbeiten aus der Stadtsoziologie zu ignorieren. Andere Kritiker verwiesen auf die wirtschaftlichen Probleme von Los Angeles im Zuge des Niedergangs fordistisch geprägter Industriezweige und die generelle Fragwürdigkeit der Behauptung, es könne für komplexe, die gesamte Weltwirtschaft betreffende Prozesse einen „paradigmatischen Ort“ geben.